# Johnny Cash Is Coming to Town
| Оценки критиков  | Оценки критиков |
| Источник         | Оценка          |
| ---------------- | --------------- |
| Allmusic         | [ 2 ]           |
| Robert Christgau | (B+) link       |

Johnny Cash Is Coming to Town — студийный альбом американского кантри-певца Джонни Кэша, изданный 13 апреля 1987 года лейблом Mercury Records (первый диск на этом новом для певца лейбле). Он был переиздан в 2003 году в паре с альбомом Boom Chicka Boom на одном CD. Песня «Sixteen Tons» ранее была хитом группы Tennessee Ernie Ford, «The Big Light» — песня Элвиса Костелло с его альбома King of America, вышедшего в предыдущем году, а «Let Him Roll» — с дебютного альбома Гая Кларка Old No. 1. Альбом достиг 36 места в кантри-чарте, а единственный выпущенный сингл, «The Night Hank Williams Came to Town», достиг 43 места в Hot Country Songs.
«Ballad of Barbara» — это перезапись трека, ставшего хитом Кэша в начале 1970-х годов. Несколько треков, оставшихся после записи альбома, позже попадут на последний альбом Кэша на лейбле Mercury, The Mystery of Life, выпущенный в 1991 году.

## История
В Allmusic отметили, что «Johnny Cash Is Coming to Town это одна из забытых записей Кэша 1980-х годов. Она стала во-первых его дебютом на Mercury Records после почти 30 лет работы на Columbia. Во-вторых, её продюсировал поклонник Кэша, легендарный «Ковбой» Джек Клемент, который работал с Кэшем над такими классическими песнями, как „Ballad of a Teenage Queen“, „Ring of Fire“ и „Gone Girl“, среди прочих. В-третьих, Кэш выводит то, что он начал в „Rockabilly Blues“ в 1980 году, на совершенно другой уровень. В-четвёртых, две оригинальные песни Кэша на этом альбоме, „The Ballad of Barbara“ и „I’d Rather Have You“, являются одними из лучших песен, которые Кэш написал — когда-либо. Если этих причин недостаточно для того, чтобы привлечь внимание к этому набору, то остальная часть пакета — с песнями Элвиса Костелло „The Big Light“, Гая Кларка „Let Him Roll“, Мерла Трэвиса „16 Tons“, Джеймса Тэлли „W. Lee O' Daniel (And the Light Crust Doughboys)“ и „The Night Hank Williams Came to Town“ Бобби Брэддока — должны были бы быть».

## Отзывы
Альбом получил умеренные отзывы музыкальной критики и интернет-изданий. Том Джурек из Allmusic отметил, что «получился потрясающий хард-кантри/рокабилли-сет Кэша; это не какая-то возрожденческая работа бывалого, а жизненно важная, преобразующая и мощная работа человека, твёрдо владеющего своим видением, своим талантом и своей артикуляцией. Его чтение „Let Him Roll“ более правдоподобно, чем у Кларка, и эта история становится больше, чем история разбитого винодела, которого бросила шлюха; она становится историей каждого брошенного любовника, который почувствовал, что его/её мир подошёл к концу. Это другая сторона „Long Black Veil“, место, где умирающий мужчина не защищает никого, кроме возлюбленной в своём идеализированном представлении о ней, а она возвращает его любовь своим горем о его уходе. В голосе Кэша „Sixteen Tons“ звучит скорее как песня профсоюзного организатора, чем поп-хит. Тьма в этой песне всепроникающая и едва сдерживает ярость, лежащую в её основе. Вместе с бэк-вокалом Джун, Аниты и Карлин Картер, Уэйлоном Дженнингсом и живым оркестром самого Кэша эта песня — настоящая классика». Диск вошёл в чарт кантри-альбомов Billboard Top Country Albums на 36- месте, а его синглы «The Night Hank Williams Came to Town» и «W. Lee O’Daniel (and the Light Crust Dough Boys)» не поднялись выше 40-го места в Hot Country Songs.

## Список композиций
| №   | Название                                                        | Автор(ы)                         | Длительность |
| --- | --------------------------------------------------------------- | -------------------------------- | ------------ |
| 1.  | «The Big Light»                                                 | Elvis Costello                   | 2:41         |
| 2.  | «Ballad of Barbara»                                             | Johnny Cash                      | 4:21         |
| 3.  | «I'd Rather Have You»                                           | Cash                             | 3:11         |
| 4.  | «Let Him Roll»                                                  | Guy Clark                        | 4:29         |
| 5.  | «The Night Hank Williams Came to Town» (с Уэйлоном Дженнингсом) | Bobby Braddock, Charlie Williams | 3:24         |
| 6.  | «Sixteen Tons»                                                  | Merle Travis                     | 2:46         |
| 7.  | «Letters from Home»                                             | J.C. Crowley, Jack Wesley Routh  | 3:21         |
| 8.  | «W. Lee O'Daniel (and the Light Crust Dough Boys)»              | James Talley                     | 2:46         |
| 9.  | «Heavy Metal (Don't Mean Rock and Roll to Me)»                  | Clark, Jim McBride               | 2:50         |
| 10. | «My Ship Will Sail»                                             | Allen Reynolds                   | 2:46         |

## Чарты

### Альбом (еженедельные чарты)
| Чарт (1987)                        | Высшая позиция |
| ---------------------------------- | -------------- |
| США (Billboard Top Country Albums) | 36             |

### Синглы
| Год  | Сингл                                              | Высшая позиция |
| Год  | Сингл                                              | US Country     |
| ---- | -------------------------------------------------- | -------------- |
| 1987 | «The Night Hank Williams Came to Town»             | 43             |
| 1987 | «Sixteen Tons»                                     | -              |
| 1987 | «Let Him Roll»                                     | -              |
| 1987 | «W. Lee O'Daniel (and the Light Crust Dough Boys)» | 72             |